# ほとんど整数
ある数がほとんど整数（ほとんどせいすう、英: almost integer）であるとは、整数ではないが、整数に非常に近いことを意味する。どれほど近ければ十分であるのか明確な決まりはないが、一見して整数に近いとは分からないのに近似値を計算すると驚くほど整数に近い数で、小数点の直後に0か9が数個連続する場合にこのように表現される。例えば、「インドの魔術師」の異名をもつシュリニヴァーサ・ラマヌジャンは
{\displaystyle 22\pi ^{4}=2143.000002748\dots }
など、整数に近い数の例をいくつか与えた。また、黄金比 φ = 1.618… の累乗、例えば
{\displaystyle \varphi ^{17}=3571.000280\dots }
{\displaystyle \varphi ^{18}=5777.999826\dots }
{\displaystyle \varphi ^{19}=9349.000106\dots }
は整数に近い。整数に近い数を与えることは、単なる趣味の範疇であることが多いが、意義深い数学的な理論が背景にあることも少なくはない。

## 整数に近い理由
整数に近い値となることについては、理由を説明すれば自明なもの、単純な説明が与えられるもの、あるいは（現在のところ）数学的な説明が与えられていないものなど、様々である。例えば、冒頭に挙げた黄金比
{\displaystyle \varphi ={\frac {1+{\sqrt {5}}}{2}}}
の累乗が整数に近い理由は、次のように説明される。
φ は二次方程式 x2 − x − 1 = 0 の根である。この方程式のもうひとつの根を
{\displaystyle {\overline {\varphi }}={\frac {1-{\sqrt {5}}}{2}}}
とおくと、根と係数の関係より φ + φ = 1, φ φ = −1 であるから、これらの整数係数多項式で表せる対称式 φn + φn は整数である。しかるに、φ の絶対値は 1 より小さいため、n を大きくすると φn は 0 に近付く。したがって、n が大きくなるほど φn は整数に近くなる（あるいは単に、フィボナッチ数列の一般項と黄金比の関係から説明されることもある）。一般に、同様の理由で（整数ではない）ピゾ数の累乗は限りなく整数に近付く。
他の例として、
{\displaystyle \sin 11=-0.99999020655\dots }
が整数に近い。その理由は、半角の公式
{\displaystyle \sin ^{2}11={\frac {1}{2}}(1-\cos 22)}
および、22/7 が π の近似分数であるために cos 22 が cos 7π = −1 に近いことによる、と説明できる。なお、リンデマンの定理より、この数は超越数である。こういった数によく使われる円周率の近似としては、他に 3 + 0.1×√2 = 3.141421356... や 355÷113 = 3.1415929203539825... などがある。
一方、なぜ整数に近いのか、合理的な理由が与えられていないものもある。ゲルフォントの定数と円周率との差
{\displaystyle e^{\pi }-\pi =19.999099979\dots }
がほとんど整数であることは、1988年頃にニール・スローン、ジョン・ホートン・コンウェイ、サイモン・プラウフによって相次いで指摘されたが、その理由は長らく知られていなかった。
しかし、2023年9月にA. Domanによって、この一見不思議な一致の説明が与えられた。それは、ヤコビのテータ関数に関連する以下の無限和の結果である。
{\displaystyle \sum _{k=1}^{\infty }\left(8\pi k^{2}-2\right)e^{-\pi k^{2}}=1.}
この和では、第1項が支配的であり、{\displaystyle k\geq 2}の項の和は合計で{\displaystyle \sim 0.0003436}程度である。そのため、この和は次のように近似できる。
{\displaystyle \left(8\pi -2\right)e^{-\pi }\approx 1,}
ここで、{\displaystyle e^{\pi }}について解くと、{\displaystyle e^{\pi }\approx 8\pi -2.}となる。
{\displaystyle e^{\pi }}の近似式を書き換え、{\displaystyle 7\pi \approx 22}の近似を用いると、
{\displaystyle e^{\pi }\approx \pi +7\pi -2\approx \pi +22-2=\pi +20.}
となる。したがって、項を並び替えると、{\displaystyle e^{\pi }-\pi \approx 20}が得られる。皮肉なことに、{\displaystyle 7\pi }の大雑把な近似を用いることで、さらに1桁の精度が上がっている。
なお、π + 20 が eπ に近いため、
{\displaystyle \cos\{\log(\pi +20)\}=-0.99999999924368\dots }
という変形も与えられる。

## 図形における例
エドワード・ペグ・ジュニアは、三角形にほとんど整数である数が隠れていることを指摘した。AB = 27, BC = 30, CA = 22 である三角形の内部に点 O を、OB = 23, OC = 16 となるようにとると、OA はいくらになるだろうか。実際に作図してみると、ほぼ 7 と測定される。しかし、正確には
{\displaystyle {\frac {1}{2}}{\sqrt {{\frac {1}{30}}(61421-23{\sqrt {5831385}})}}}

d の値は非常に整数に近い

であって、およそ 7.00000008573675… である。

## 物理学における例
微細構造定数 α はディラック定数 ħ、真空中の光速度 c、電気素量 e、真空の誘電率 ε0 の組み合わせによって
{\displaystyle \alpha ={\frac {e^{2}}{4\pi \epsilon _{0}\,\hbar c}}=7.297\,352\,5664(17)\times 10^{-3}}
で与えられる単位の次元を持たない無次元量であり、その逆数 α−1 は
{\displaystyle \alpha ^{-1}=137.035\,999\,139(31)}
と、非常に 137 に近い値を取る。イギリスの天体物理学者アーサー・エディントンをはじめとする何人かの物理学者は何故、この値が 137 に近いのか、説明を与えようと試みてきているが、それらについては数遊びに過ぎないという批判もある。

## ラマヌジャンの定数
1975年のエイプリルフールに、マーティン・ガードナーはサイエンティフィック・アメリカン誌のコラム「数学ゲーム」(Mathematical Games) において、次のようなジョークを発表した。一見してとても整数とは思われない数
{\displaystyle e^{\pi {\sqrt {163}}}}
が整数 262537412640768744 に等しいということは、かのラマヌジャンも予想していたことだという。実際には、ゲルフォント＝シュナイダーの定理から超越数であることが分かり、近似値は 262537412640768743.99999999999925007… である。この数が整数に近い理由は、保型関数の理論を用いて説明される。背景には、虚二次体 {\displaystyle \scriptstyle \mathbb {Q} ({\sqrt {-163}})} の類数が 1 であるという事実がある。類数が 1 であるような虚二次体 {\displaystyle \scriptstyle \mathbb {Q} ({\sqrt {-d}})} は、d が
1, 2, 3, 7, 11, 19, 43, 67, 163 （オンライン整数列大辞典の数列 A3173）
のいずれかのものに限ることが知られており、これらの数から整数に近い一連の数
{\displaystyle {\begin{aligned}e^{\pi {\sqrt {19}}}&\approx 12^{3}(3^{2}-1)^{3}+744-0.22\\e^{\pi {\sqrt {43}}}&\approx 12^{3}(9^{2}-1)^{3}+744-0.00022\\e^{\pi {\sqrt {67}}}&\approx 12^{3}(21^{2}-1)^{3}+744-0.0000013\\e^{\pi {\sqrt {163}}}&\approx 12^{3}(231^{2}-1)^{3}+744-0.00000000000075\end{aligned}}}
が得られる。このうち、最後のものをラマヌジャンの定数という。これはサイモン・プラウフによって名付けられたものであり、前述のジョークに由来している。ラマヌジャン自身は類似の数に言及しているものの、直接に関与したという事実は知られていない。

## その他の例
その他にも、数多くの整数に近い数の例が与えられている。以下、単純なものを列挙する。
- e6 − π4 − π5 = 0.000017673…[1]（ほとんど0）
- π9/e8 = 9.9998387978…[1]（ほとんど10）
- 163 (π − e) = 68.9996644963…[1]（ほとんど69）
- 5φe/7π = 1.0000097…[1]（ほとんど1）